# Dingosa liopus
Dingosa liopus är en spindelart som först beskrevs av Chamberlin 1916.  Dingosa liopus ingår i släktet Dingosa och familjen vargspindlar.
Artens utbredningsområde är Peru. Inga underarter finns listade i Catalogue of Life.